# باشگاه فوتبال لینکولن سیتی
باشگاه فوتبال لینکلن سیتی (به انگلیسی: Lincoln City Football Club) یک باشگاه حرفه ای فوتبال در شهر لینکلن،کشور انگلستان است که در سال ۱۸۸۴ میلادی تأسیس شده‌است.